# 内藤頼寛
内藤 頼寛（ないとう よりひろ）は、江戸時代中期の信濃国高遠藩の世嗣。官位は従五位下・丹後守。

## 略歴
信濃国岩村田藩主・内藤正敬の次男として誕生。母は板倉重高の娘。
宝暦9年（1759年）、内藤頼由の養嗣子となって叙任されたが、翌年早世した。代わって、尾張藩主・徳川宗勝の十二男・頼多が養子として迎えられ、世嗣となった。